# Султанова, Ася Бахиш-кызы
Ася Бахиш-кызы Султанова (16 октября 1923 — 22 ноября 2021) — советский, азербайджанский и российский композитор. Заслуженный деятель искусств Азербайджанской ССР (1967).

## Биография
Родилась в семье геолога, мать — преподаватель английского языка. В 1937 году отца арестовали, но через три года освободили, впоследствии он стал Почётным нефтяником СССР.
С 1942 по 1944 год училась на теоретико-композиторском факультете Азербайджанской консерватории, затем перешла в Московскую консерваторию в класс композиции В. Я. Шебалина. В 1950 году окончила Московскую консерваторию по классу композиции Е. К. Голубева.
Султанова сыграла большую роль в музыкальной судьбе певца Муслима Магомаева и композитора Владимира Шаинского.
Внесла большой вклад в создание азербайджанской советской песни, в том числе для детей.
Её песни исполняли Тамара Миансарова, Юрий Гуляев, Юрий Богатиков, Гасим Халилов, Бедрос Киркоров, Ирина Бржевская, Вадим Мулерман, Рашид Бейбутов и другие.
Написала музыку к фильмам «Письма с БАМа», «Бригада Казакова», «Парторг», «Молодые хозяева страны», «Максималисты», «Ливан», «Португалия», «Ветры Востока», «Право на жизнь», «Старт в великое будущее», «Хлеб и соль», «Художник Тогрул», «Константин Симонов», «История моей любви», «Два дня в Звездном.[Кинолетопись БАМа]», «Памятники живы» (1985), «Советуясь с Лениным».
Была первой женой Владимира Шаинского.
Жила и работала в Москве.
Скончалась 22 ноября 2021 года на 99-м году жизни.